# Kostel Narození Panny Marie (Protivanov)
Kostel Narození Panny Marie v Protivanově je římskokatolický kostel zasvěcený Narození Panny Marie. Je farním kostelem farnosti Protivanov. Je chráněn jako kulturní památka.

## Historie
Původní kostel, který pocházel patrně z první poloviny 16. století, roku 1711 vyhořel. V roce 1772 byl dostavěn nový klasicistní kostel. Roku 1905 byla dokončena výstavba nové věže, která nahradila tu původní, zbořenou z důvodu havarijního stavu. V letech 1984–1992 byla provedena obnova chrámu.

## Vybavení
Kromě hlavního oltáře Narození Panny Marie, datovaného do roku 1894, se v chrámu nacházejí dva boční oltáře. Jeden je zasvěcen Panně Marii Bolestné a druhý Panně Marii Lurdské. Kazatelna pochází z roku 1888. V boku kostela je sakristie. V interiéru se dále nachází křtitelnice a sochy sv. Cyrila a Metoděje, obě z roku 1863. Na věži se zachoval zvon z roku 1772, který je dílem mikulovského zvonaře Jana Adama Heckelmanna.

## Exteriér
Před vchodem do chrámu je kamenný kříž z roku 1894. Za kostelem se nachází hřbitov.

## Galerie

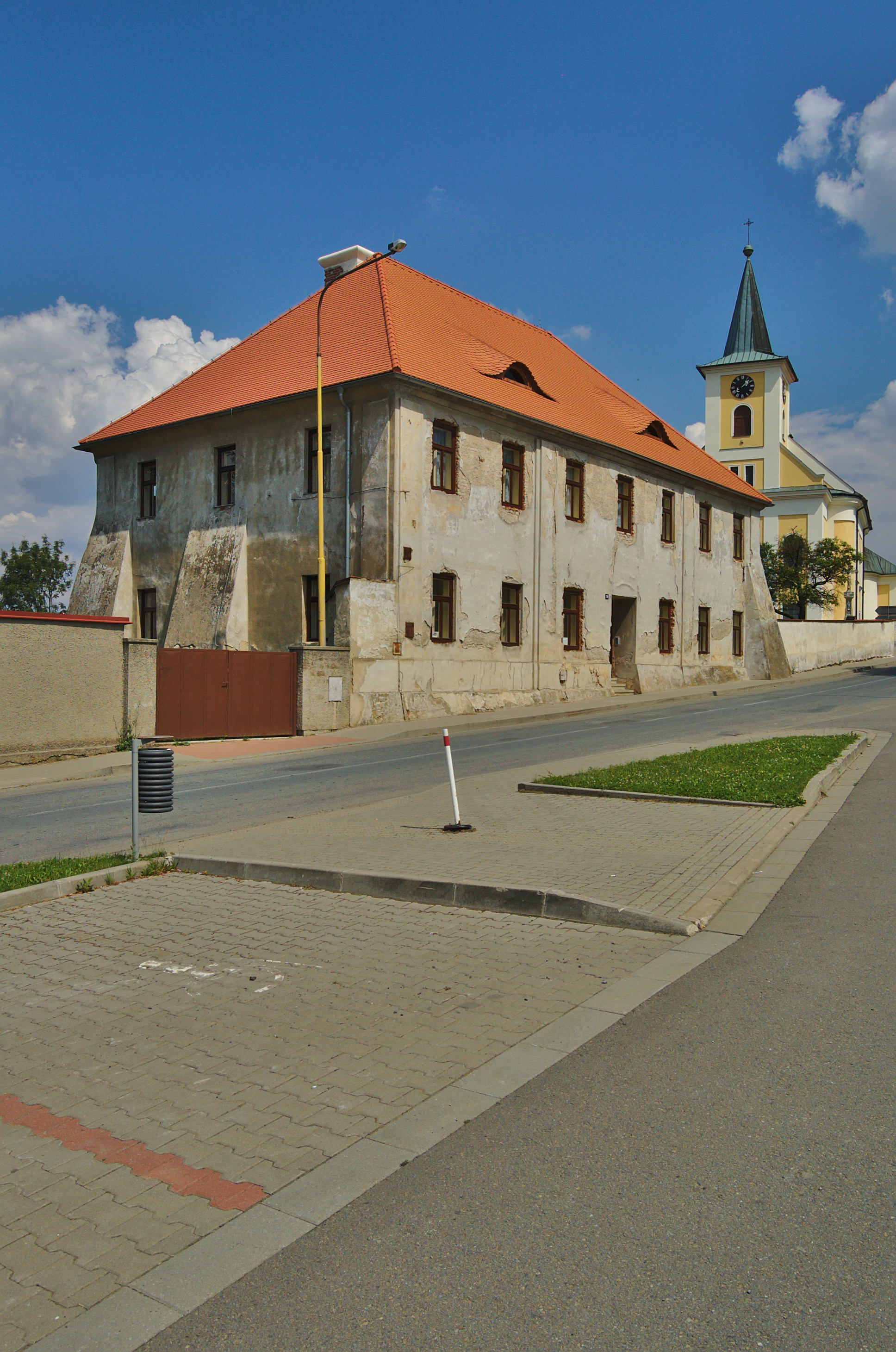
Pohled na faru (v pozadí kostel)
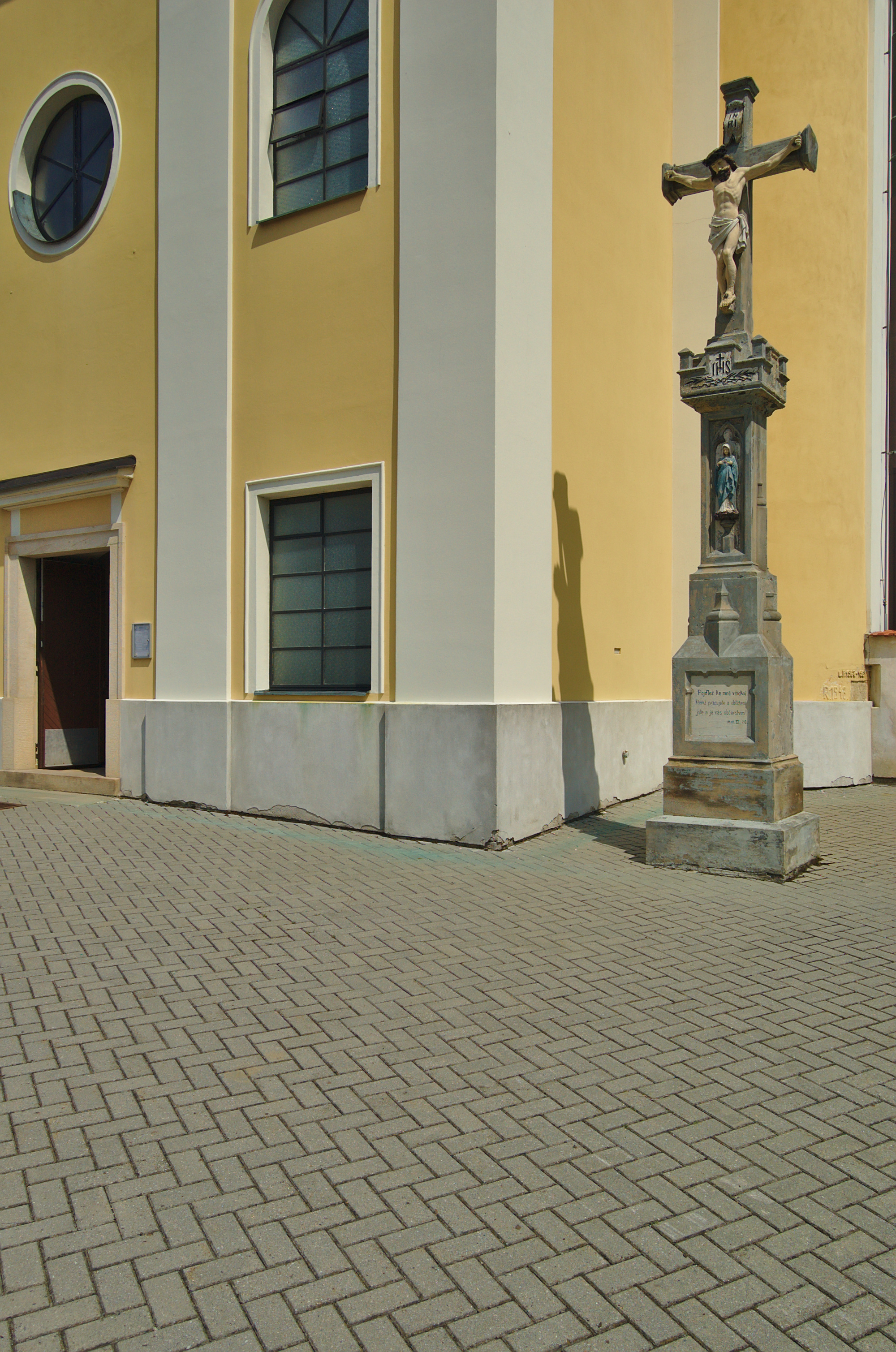
Kříž před kostelem
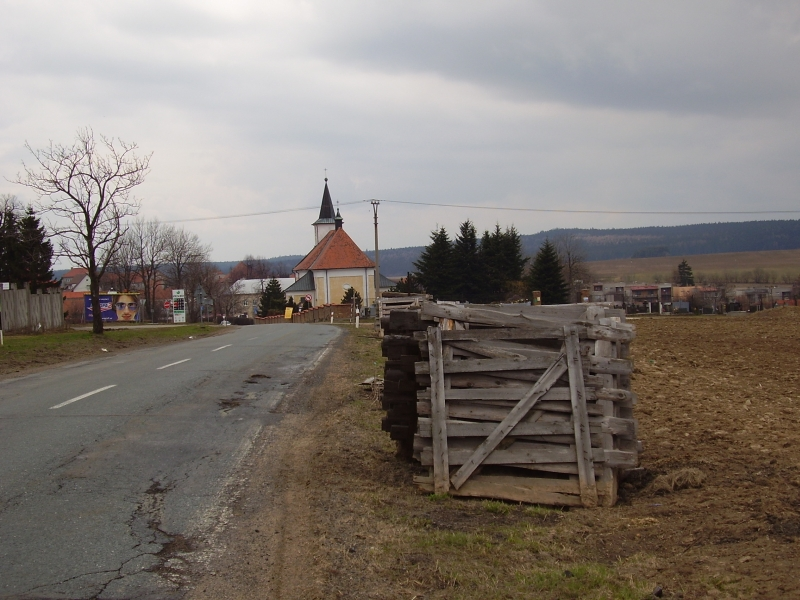
Pohled na kostel od východu